# Plectropomus maculatus
Plectropomus maculatus är en fiskart som först beskrevs av Bloch, 1790.  Plectropomus maculatus ingår i släktet Plectropomus och familjen havsabborrfiskar. IUCN kategoriserar arten globalt som livskraftig. Inga underarter finns listade i Catalogue of Life.